# Oreorchis patens
Oreorchis patens är en orkidéart som först beskrevs av John Lindley, och fick sitt nu gällande namn av John Lindley. Oreorchis patens ingår i släktet Oreorchis och familjen orkidéer.

## Underarter
Arten delas in i följande underarter:
- O. p. coreana
- O. p. patens

## Bildgalleri

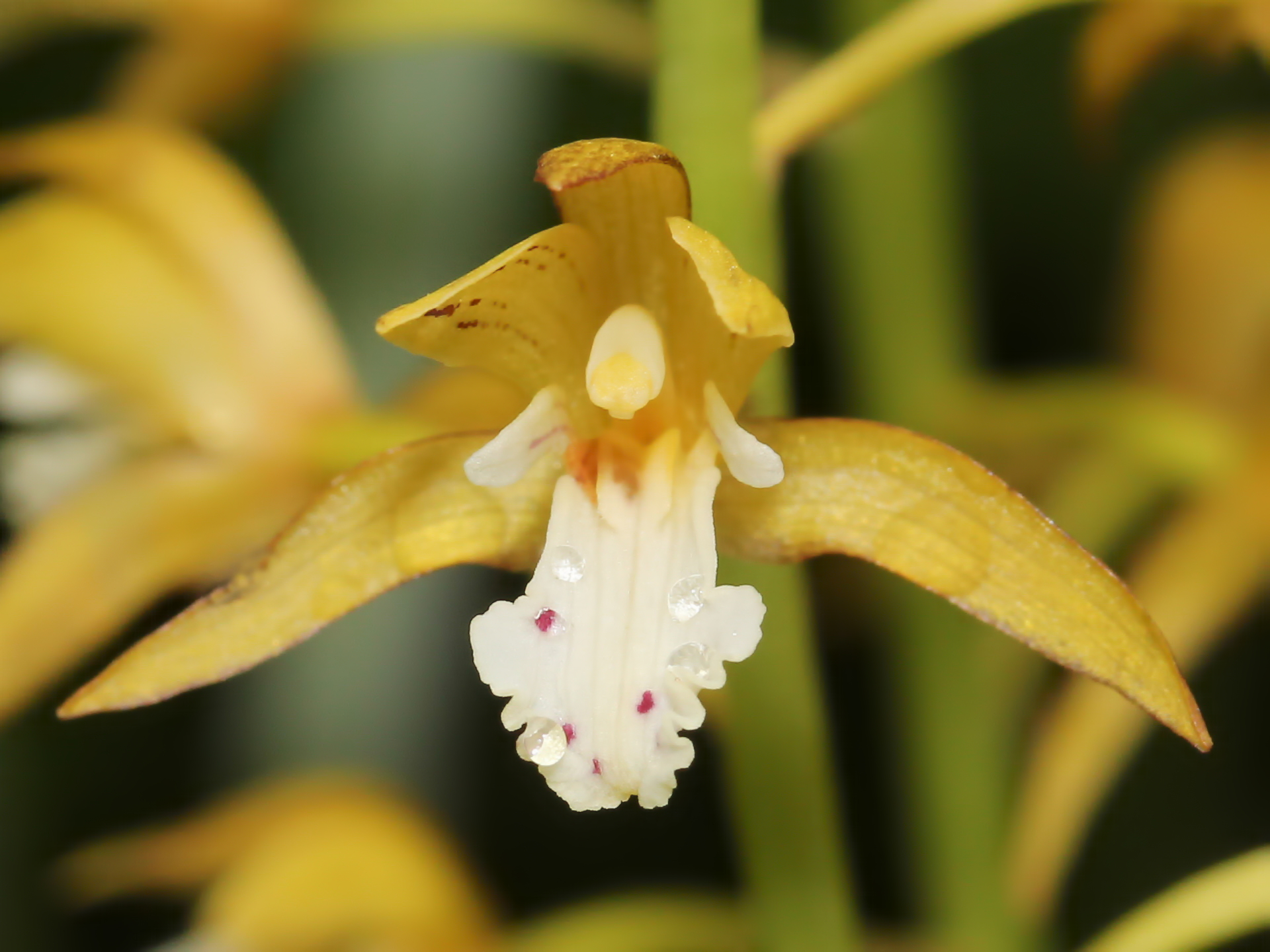
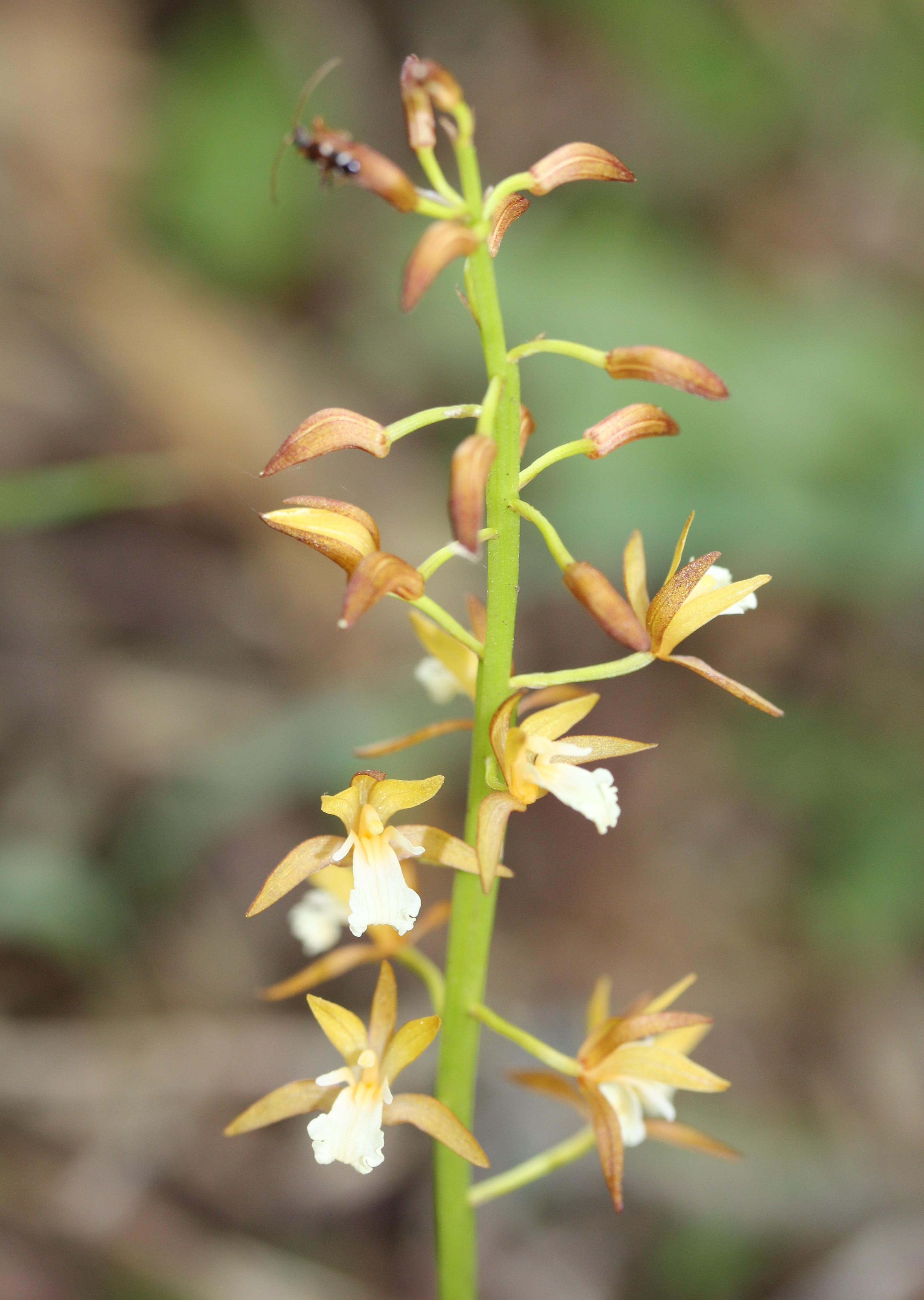
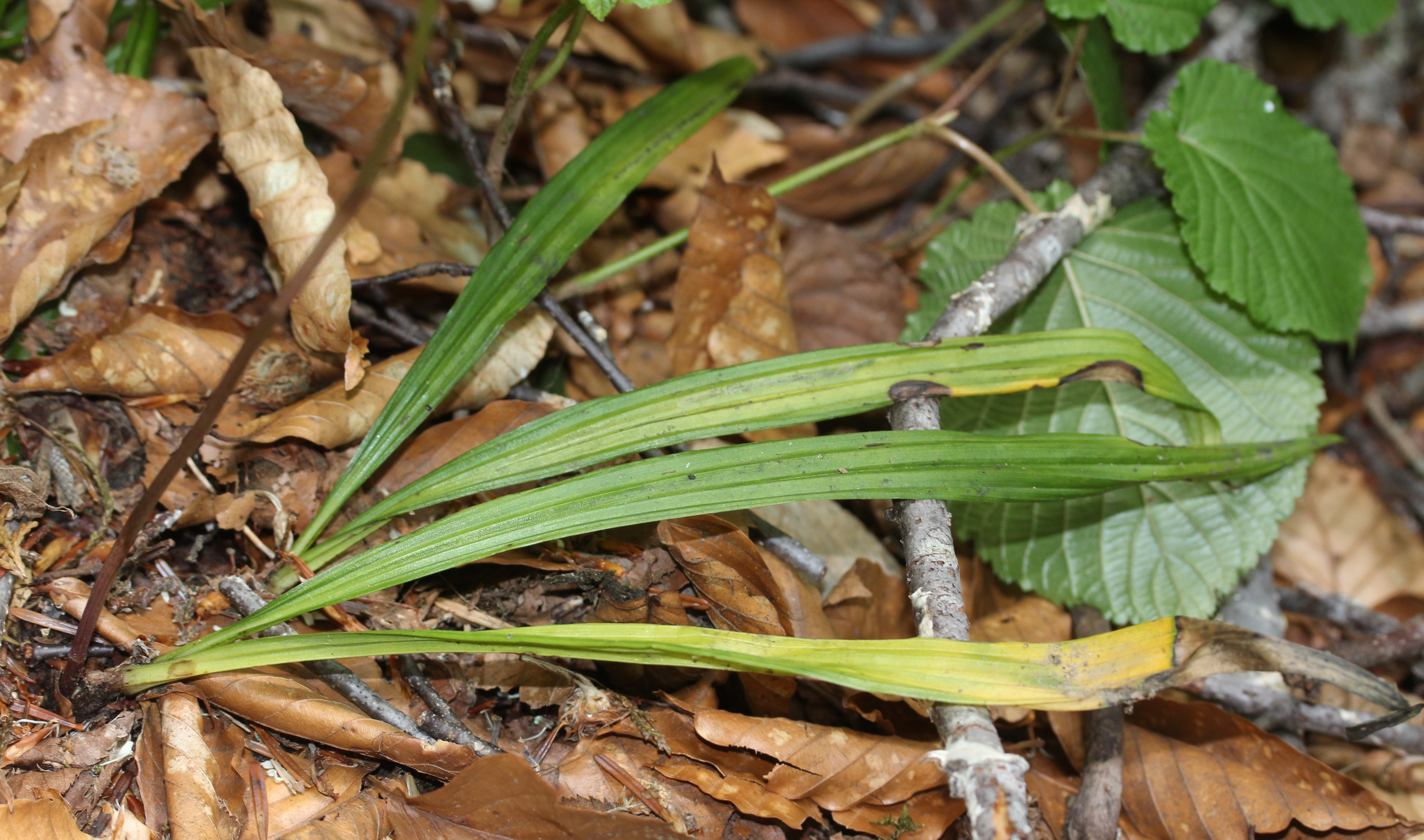